# V Близнецов
V Близнецов (лат. V Geminorum), HD 57770 — двойная звезда в созвездии Близнецов на расстоянии (вычисленном из значения параллакса) приблизительно (3,0 ± 0,3) тыс. световых лет (около 0,93 ± 0,1 килопарсек) от Солнца. Видимая звёздная величина звезды — от +14,9m до +7,8m. Главный компонент является переменной звездой. Переменность была обнаружена ещё в XIX веке.

## Характеристики
Главный компонент — красный гигант, пульсирующая переменная S-звезда, мирида (M) спектрального класса M4(S)e-M8, или M4-5Se, или M5e, или Md. Масса — около 2,0 ± 0,4 солнечных, радиус — 313 ± 16 солнечных. Эффективная температура — около 3292 K. Эта звезда содержит в спектре линии нейтрального технеция и, таким образом, относится к редкому типу технециевых звёзд. Поскольку технеций радиоактивен (период полураспада наиболее стабильных изотопов составляет около 4 млн лет), его присутствие в фотосфере означает, что в звезде происходит или происходил в недавнем прошлом s-процесс нуклеосинтеза, сопровождавшийся перемешиванием слоёв, которое вынесло технеций на поверхность. Период переменности 274,8 суток, эпоха максимума 2442694 JD.
Второй компонент — красный карлик спектрального класса M. Масса — около 0,28+0,14
−0,12 тыс. масс Юпитера (0,26+0,13
−0,12 масс Солнца). Большая полуось орбиты составляет 1,893 а.е.. 